# Nadezhdiella fulvopubens
Nadezhdiella fulvopubens là một loài bọ cánh cứng trong họ Cerambycidae.